# لوكاس فان ليدن

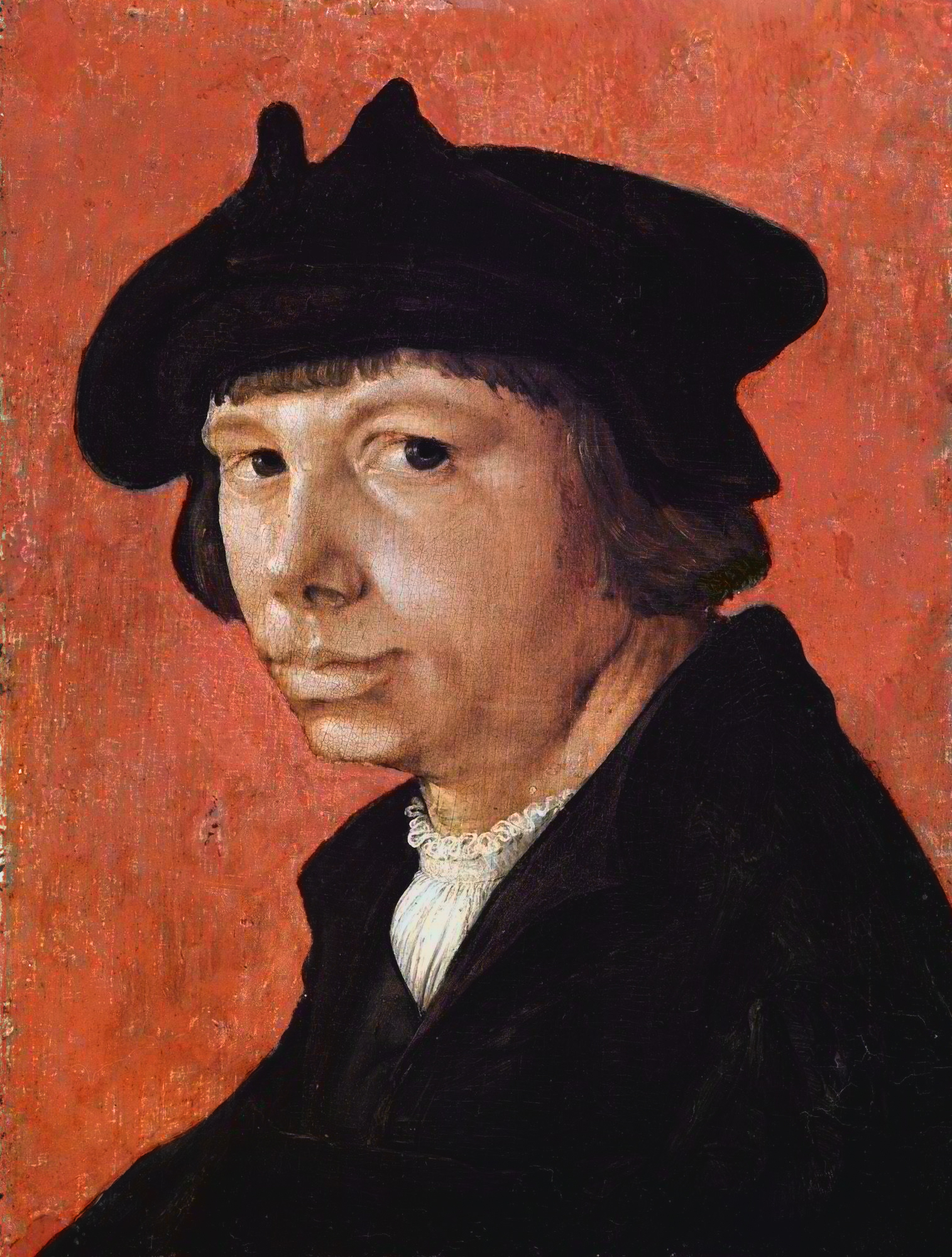
لوكاس فان ليدن

لوكاس فان ليدن Lucas van Leyden حفار ومصور، ولد في مدينة ليدن Leiden الهولندية، كان أبوه مصوراً أعماله مجهولة، ومن المرجح أن يكون لوكاس قد تتلمذ على يديه، أو تعلم الرسم ونقْشَ النحاس على أحد الصياغ قبل أن يتم تعليمه على يد مصور محلي آخر يدعى إنغلبرخت Engelbrechtsz.

## في الحفر
ارتقى فن الحفر في العقد الأول من القرن السادس عشر على أيدي ثلاثة فنانين هم: دورَر Dürer ورايموندي Raimondi ولوكاس. ومع أن لوكاس لا يماثل دورَر في قوة التصميم، إلا أنه كان يجاريه في فن الحفر، فقد كان حفاراً قبل كل شيء، ويعد أحد أدق الحفارين عبر تاريخ الفن. كان لوكاس بارعاً بامتياز في هذا النوع من الفن في سن مبكرة، وكانت أعماله في الحفر تثمَّن عالياً من قبل معاصريه. وقد مكنته سلسلة متصلة من أعماله في الحفر من إحراز نجاح في فن الطباعة بوسائلها العديدة.

## في التصوير
انتسب عام 1514 إلى نقابة المصورين في ليدن، وكان من بين أوائل الفنانين من أنصار رسم الموضوعات التي تتناول تصوير أحداث الحياة اليومية ومشاهدها. سافر مرات عدة، وقام برحلات داخل هولندا والأراضي الواطئة، وزار أنتڤربن Antwerpen عام 1521 زمن رحلة دورر إلى الأراضي الواطئة. وفي عام 1527 زار ميدلبورغ Middelburg، موطن دورَر.
كان للفنان الألماني دورر التأثير الكبير فيه، وفي سعيه وميله للتركيز على الملامح والهيئات ذات الموضوعات القصصية ونوادرها، ومشاهد الحياة اليومية العادية، وفي التجسيد القوي لكثير من التخيلات والتهيؤات، وعكست أعماله إتقاناً شديداً للجانب الحِرفي في الحفر، ومهارة في إغناء أصغر المساحات.
العالمية
نال لوكاس في عصره شهرة عظيمة، حتى إن ڤازاري Vasari صنّفه فوق دورر، وعُدّ عالمياً أحد كبار الفنانين في تاريخ فن الحفر. كان خصب الإنتاج، أنجز رواسم clichés محفورة على المعدن والخشب، كما عُدّ واحداً من أوائل الفنانين المتكلفين، ورائدهم في التكلفية Maniérisme.
وما أنجزه لوكاس في حياته المبكرة يبين نموه الفني السريع، وتطوره في استخدامه للضوء، وتعرف أهمية المنظور الهوائي، وسرعان ما تغلب على الشكل ووضعه بنظام، وسيطر على بناء اللوحة، وارتقت معرفته بدراسة الطبيعة من دون الاعتماد على تعليمات أو إرشادات أو دليل.

## لوحاته

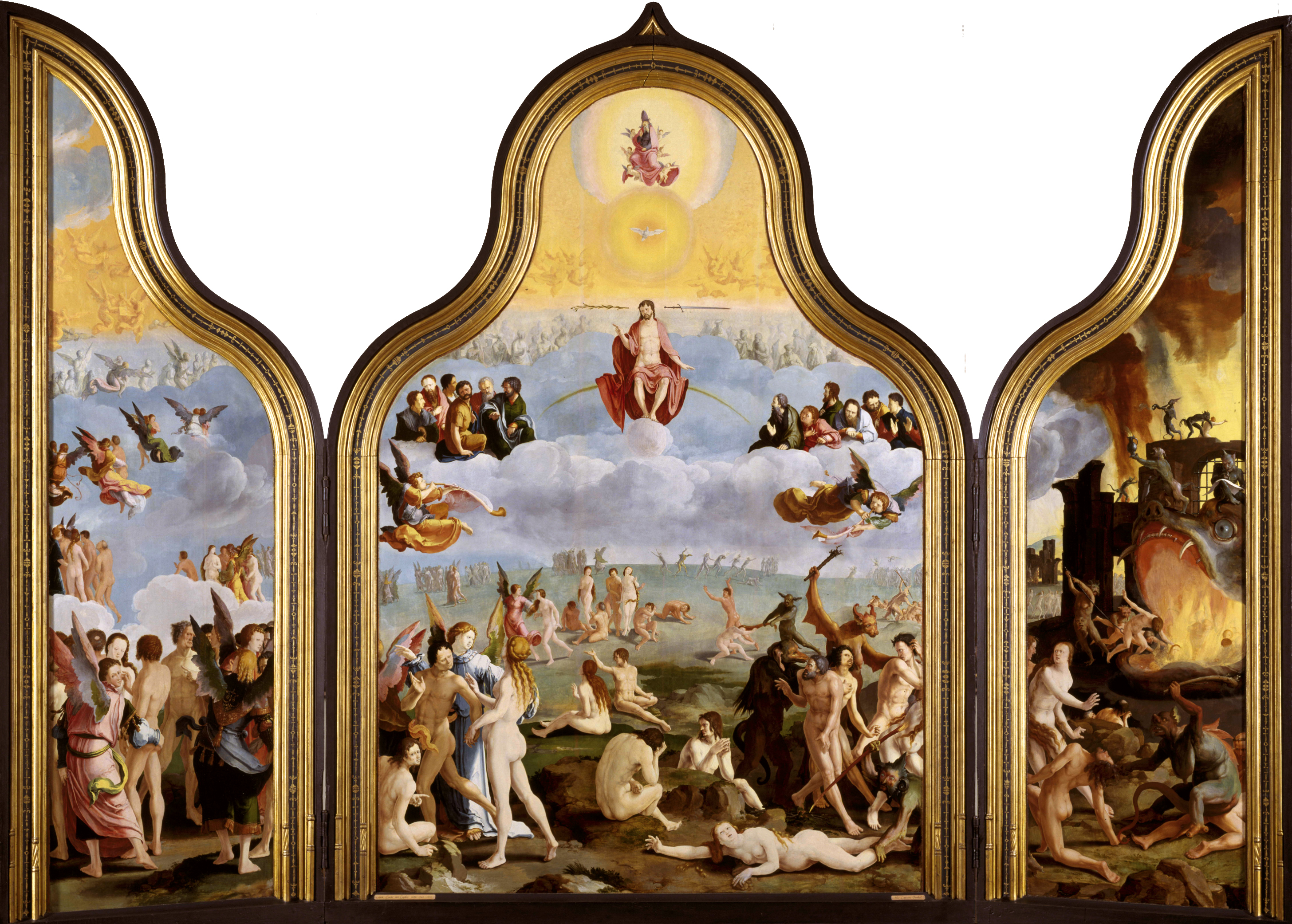
لوحة «The Last Judgement»

إن لوحته «لاعبو الشطرنج» (المتحف الوطني في برلين)، ومادتها الحياة اليومية العادية - بخلاف الأعمال الأخرى التي لا تخلو من المعاني الدينية أو الأخلاقية - قد جمعت اثني عشرة شخصية من الناس العاديين بتكوين مزدحم خال من الفراغ، وحوت عناصر متقاطعة وأحياناً مجتزأة. الفتاة اللاعبة الغاضبة تهم بتحريك بيدق الشطرنج، والخصم يرتد إلى الوراء وهو يحك رأسه وقسمات وجهه تبدي تأملاً، كلٌ يراقب ويفكر. تمثل اللوحة جرأة في توزيع الأضواء والألوان والأشخاص، على مسافة واحدة من المشاهد. لابد أن الفتى لوكاس أنجز لوحته هذه بهدف المتعة والتدرب من دون تكليف من جمعية لاعبي الشطرنج التي اعترضت على وجود 96 خانة، بدلاً من 64 في الرقعة.
وتمثل لوحته «لاعبو الورق» (صالة الفن الوطنية في واشنطن)، اختيارات متنوعة في موضوعات الألعاب، في حين أن لوحته الشهيرة «الحكم الأخير» (متحف لاكنهال في ليدن) تظهر مدى ارتقائه كمصور متكلف.
يستطيع المرء أن يلحظ كيف قدم لوكاس من خلال حس طبيعي رقيق وغني لوحات عن حياة الريف والفلاحات وبقراتهن في تأثيرات رائعة، وكما عند دورر، وسع لوكاس الأجواء الناعمة، ورتب في لوحته «ماريا المجدلانية» المساحات ترتيباً منسجماً جعل وجود العناصر على الرغم من ظلال الغابة أمام ضوء السفح المتوهج مريحاً. وفي لوحته «حواء وآلهة الجمال» عامل شخصياتها كأنهن ربات بيوت هولنديات ساذجات في لباس مبهرج. وأخذ كثير من أعماله- منذ عام 1508- يحمل رقم سنة الإنجاز إضافة إلى توقيعه بالرمز (L).

## السنوات الأخيرة
انتقل في السنوات الأخيرة من عطاءاته إلى المشاهد الأسطورية الخيالية مشكلاً تكلفاً في حركة اللباس، وتناسباً في العناصر تعوزه الرشاقة، ربما كان من تأثيرات جيروم بوش Jérome Bosch الذي اشتهر بأعماله الأسطورية ومخلوقاته الخرافية، ليصبح لوكاس أحد رواد التصوير الأسطوري، فجاءت أعماله معبرة بكل بلاغة وفصاحة عن قواه التخيلية الحيوية، وعن مهارة رائعة كملوِّن وعن فرشاته الانسيابية.
تعود آخر أعماله في الحفر إلى عام 1530، إذ بقي بعدها وحيداً منعزلاً وبدأت صحته في التدهور إلى أن مات في ليدن.
لم يترك لوكاس تلاميذ أو تابعين له، ولكنه ترك إرثاً فنياً كبيراً، وعلى الرغم من موته المبكر كان فناناً عبقرياً. وكان عمله حافزاً لكل فنان كبير أنجبته ليدن.

## معرض صور

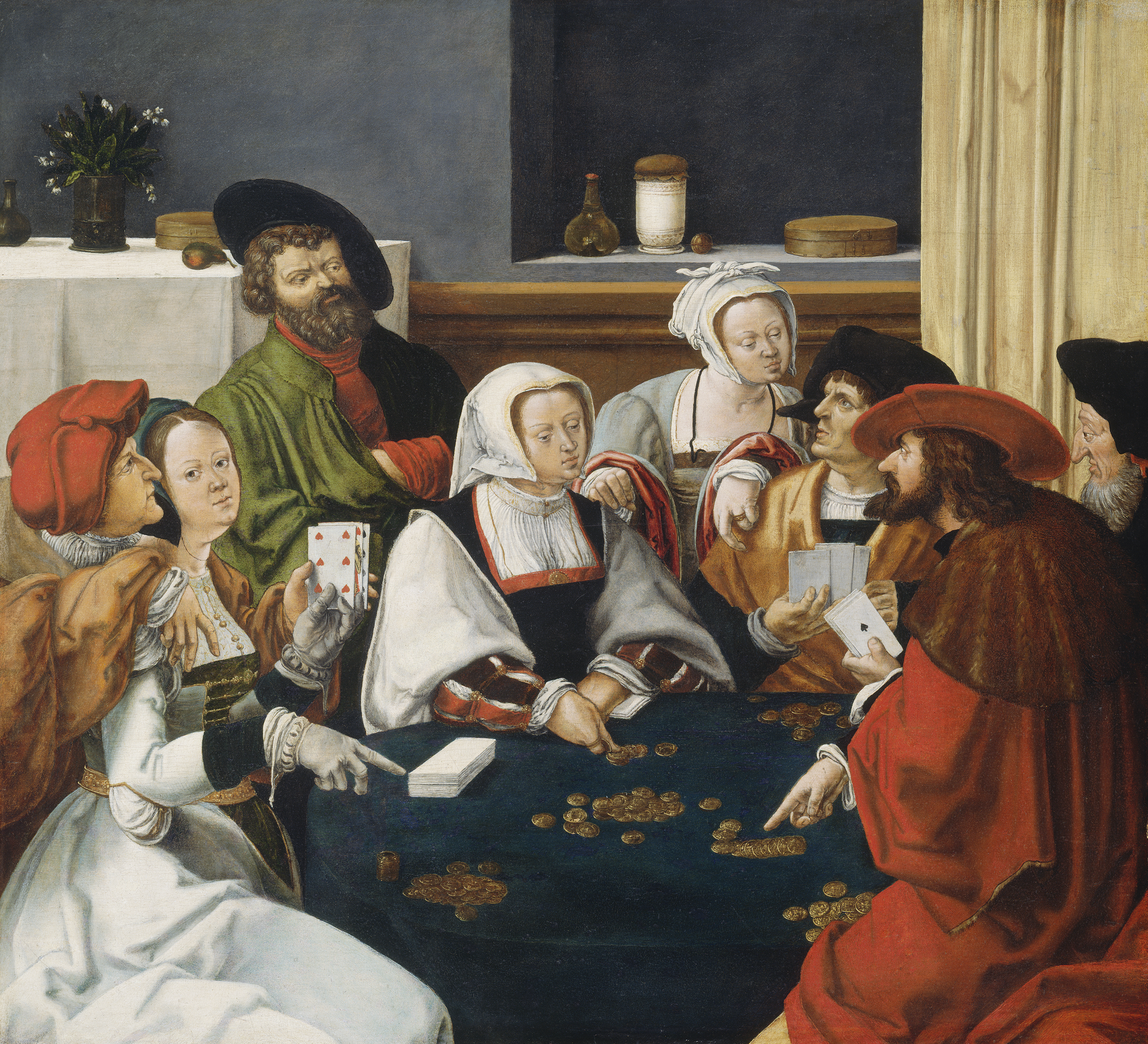
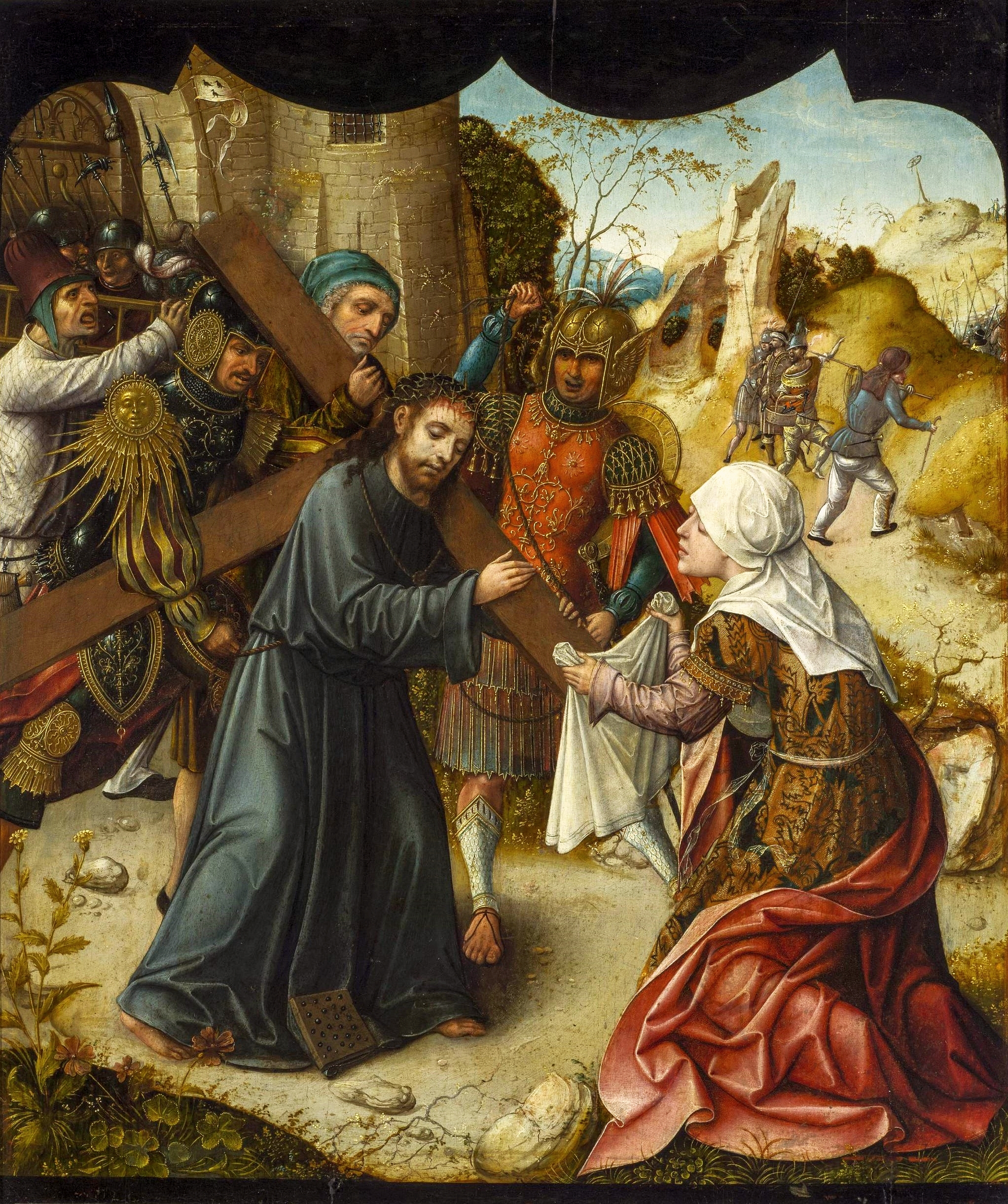
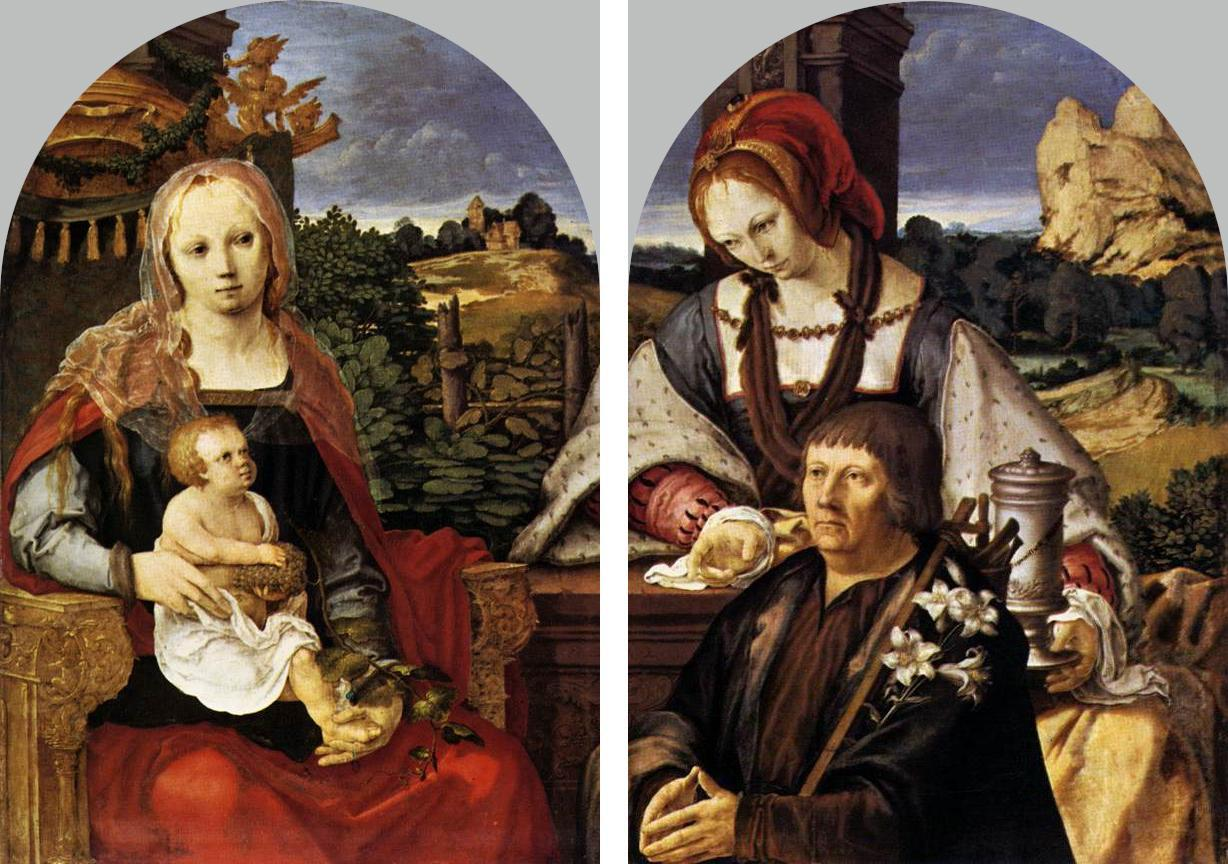
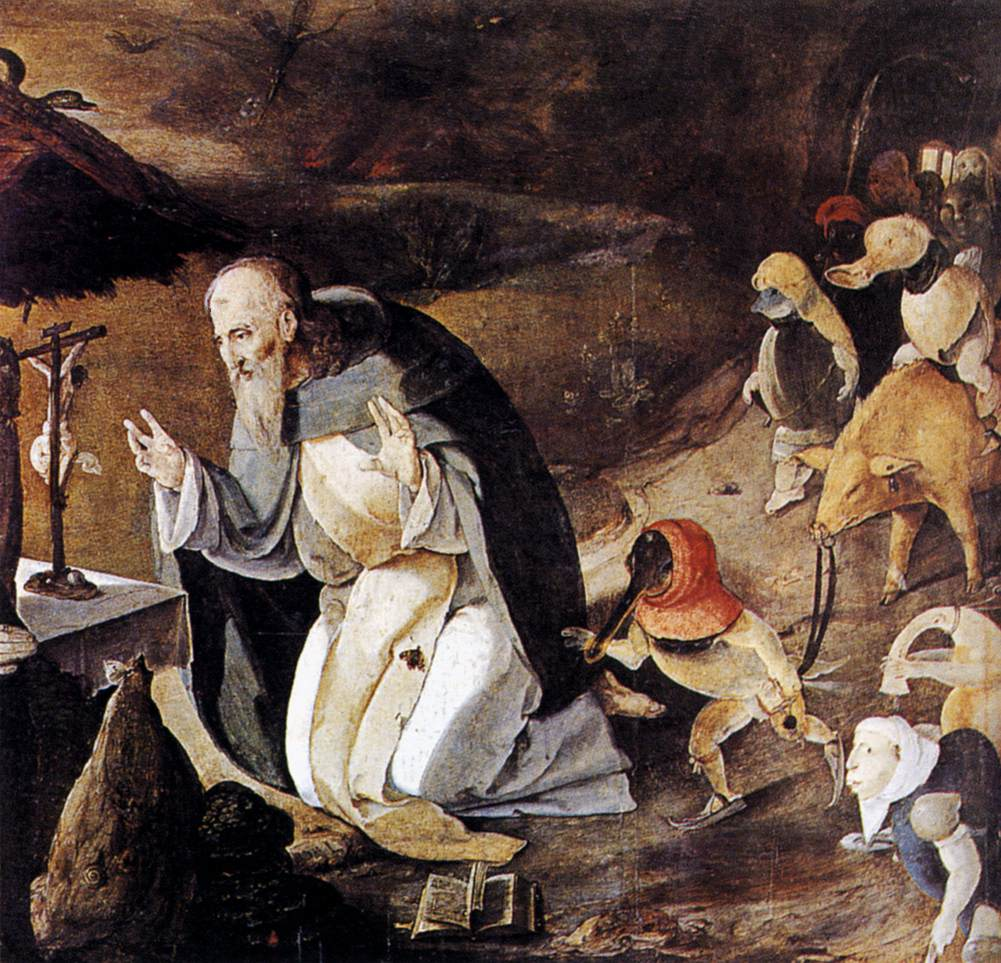
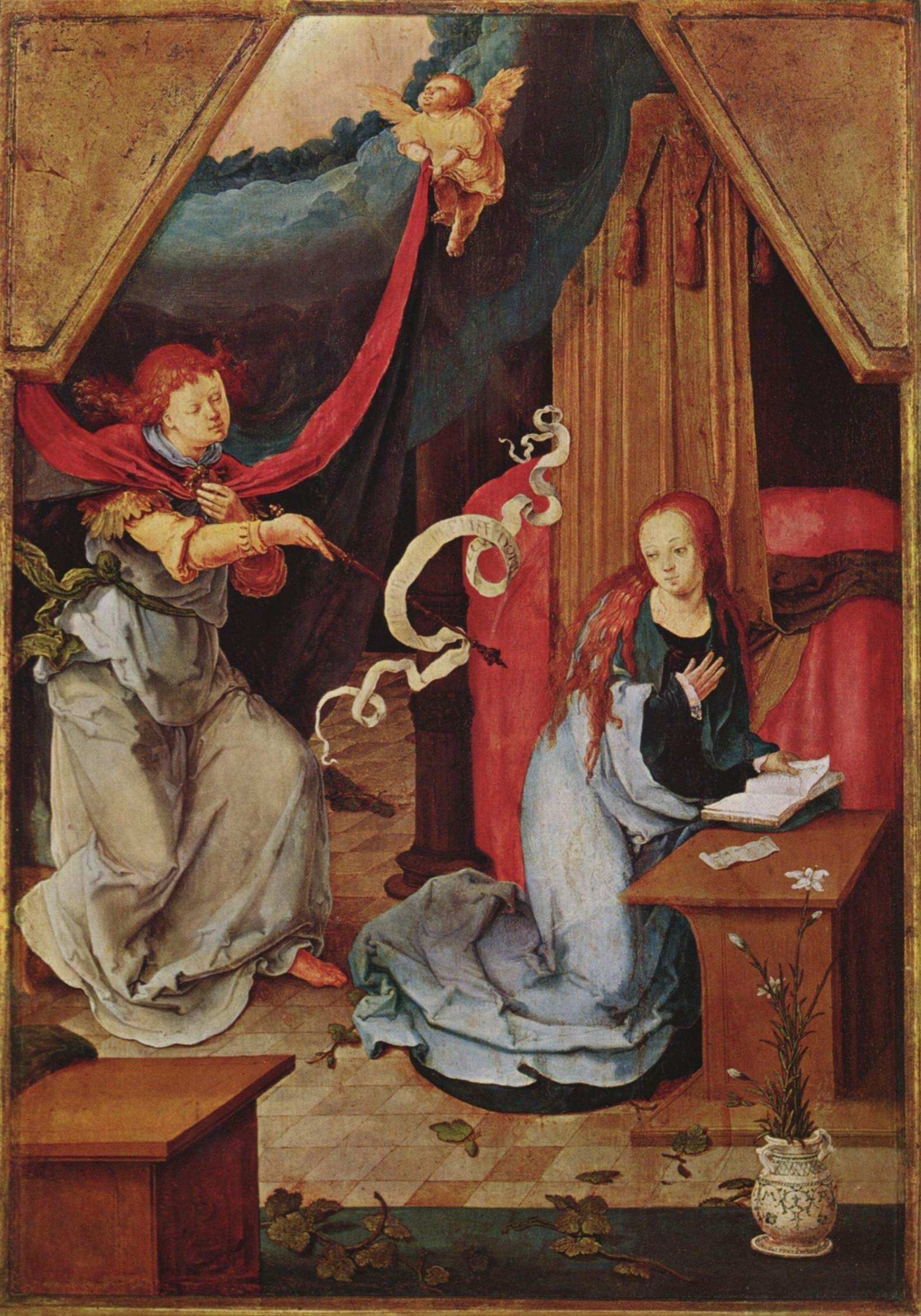
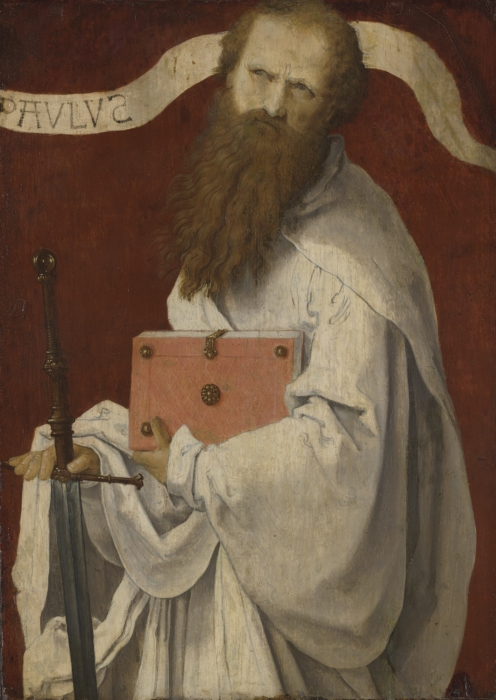

## روابط خارجية
- لوكاس فان ليدن على موقع الموسوعة البريطانية (الإنجليزية)
- لوكاس فان ليدن على موقع إن إن دي بي (الإنجليزية)
- لوكاس فان ليدن على موقع ديسكوغز (الإنجليزية)